# Ghana na Letnich Igrzyskach Olimpijskich 1968
Ghanę na Letnich Igrzyskach Olimpijskich 1968 reprezentowało 31 zawodników: 30 mężczyzn i 1 kobieta. Był to 4. start reprezentacji Ghany na letnich igrzyskach olimpijskich.

## Skład kadry

### Boks
Mężczyźni
- Joseph Destimo - waga musza - 5. miejsce
- Sulley Shittu - waga kogucia - 9. miejsce
- Joe Martey - waga lekka - 33. miejsce
- Emmanuel Lawson - waga lekkopółśrednia - 17. miejsce
- Aaron Popoola - waga półśrednia - 17. miejsce
- Prince Amartey - waga lekkośrednia - 9. miejsce
- Adonis Ray - waga ciężka - 9. miejsce

### Lekkoatletyka
Mężczyźni
- Michael Ahey - 100 metrów - odpadł w ćwierćfinałach
- James Addy - 200 metrów - odpadł w ćwierćfinałach
- Sam Bugri - 400 metrów - odpadł w półfinałach
- John Ametepey - 800 metrów - odpadł w eliminacjach
- William Quaye - 400 metrów przez płotki - odpadł w eliminacjach
- Edward Owusu, Michael Ahey, William Quaye, James Addy - 4 × 100 metrów - odpadli w półfinałach
- Michael Ahey - skok w dal - 13. miejsce
- Johnson Amoah - trójskok - 24. miejsce

Kobiety
- Alice Annum

200 metrów - odpadła w eliminacjach
skok w dal - 22. miejsce

### Piłka nożna
- Bernard Kusi, Charles Addo-Odametey, Abukari Gariba, Gbadamosi, George Alhassan, Ibrahim Sunday, Malik Jabir, John Eshun, Jon Bortey Noawy, Jonathan Kpakpo, Jones Atuquayefio, Joseph Wilson, Kofi Osei, Oliver Acquah, Robert Foley, Sammy Sampene - 9. miejsce